# Gyllene dagar
Gyllene dagar är en diktsamling från 2009 av den svenske författaren Håkan Sandell. Den har undertiteln tidsdikter och satirer och består av dikter på bunden vers, ofta med ämnen från författarens tillvaro i Oslo.

## Mottagande
Svenska Dagbladets Tommy Olofsson skrev att Sandell i Gyllene dagar "står mitt i samtiden, så som andra lyriska traditionalister av rang också har lyckats göra det. Jag tänker spontant på Czesław Miłosz, WH Auden, Joseph Brodsky och Derek Walcott." Olofsson skrev att Sandell lyckas med sin skildring av samtiden "genom att ta ett steg tillbaka, skänka skönhet och värdighet åt det annars ofta försummade" och att Sandell inte främst ska "hyllas för sin fantasi och uppfinningsrikedom utan för sin estetiska omsorg". I Göteborgs-Posten kallade Ragnar Strömberg boken för en "in i minsta rimflätningstråd barocksvällande gobeläng till diktsamling". Strömberg skrev:
Som poetisk hantverkare är Sandell en litterär motsvarighet till en bildkonstnär som Odd Nerdrum, och pressar likt denne bildspråket mot den hårfina men avgrundsdjupa sprickan mellan skönhetsvilja och kitsch[.] ... Men det som gör Sandell till en så betvingande poet är ändå inte främst den odiskutabla tekniska virtuositeten som får sidorna att bågna, brusa, blöda av bilder så branta i sina överklivningar mellan det grova och det sublima, det skitiga och det skimrande, att det tar andan ur läsaren. Den sandellska suggestivitetens källa är solidariteten med de andra "avskurna i samtid", en samhörighet i främlingskap som också är den minsta gemensamma nämnaren för de många porträtten av tidsförlista.
Eva Ström på Sydsvenskan kallade Sandell "ärkeromantiker" och skrev: "När hans dikt är som bäst har han en sinnlig närvaro, en mörk och praktfullt lågande vision av världen. Han sjunger om Anna Achmatova och Gottfried Benn, om polska gästarbetare, om en vacker flicka med smutsigt hår, om den bortgångne Michael Strunge i en flödande, episk och ofta elegisk dikt." Ström skrev att Sandell "har god hand med sin poetiska sensibilitet, med sina teman och sina svärtade nattliga bilder", men att när formen blir för bunden "förlorar hans vers sin naturliga musikalitet och får alltför ofta en tillkrånglad syntax". Aftonbladets Hanna Hallgren dömde ut Sandells retrogardism som "tematiskt barnslig och formmässigt valhänt", samt diktsamlingens innehåll som bestående av "för mycket bilder av en drucken poet" som "siar" på "styltig halvrimmad vers". Hallgren skrev: "Varför ska jag – som läsare – ta del av tjattriga deliriska bilder? Därtill ur det mest enerverande av perspektiv: den oreflekterade 'outsiderns' – ja, jag menar den bortskämda vita heterokillen som inte ens förstår att han blir serverad världen på ett silverfat." Hallgren avslutade med att slå fast att "poesins främsta uppgift är att gestalta tänkande, inte att avbilda vare sig tomma eller teatrala gester. Poesi som inte tänker har förverkat sin rätt." Hanna Hallgrens recension i Aftonbladet mötte dock moteld, från Johan Lundberg på tidskriften Axess blogg. 
I Dagens Nyheter skrev Anders Cullhed: "Sandell påminner inte så mycket om modernismens yviga bildrikare som om dess aviga resonörer, en Luis Cernuda i Spanien eller en Auden i England".  Medan i P1:s Kulturnytt hade Göran Sommardal följande att förtälja: "Håkan Sandell har alltid varit på kant med sin tid...Här blir Sandell en sentida romare, verksam strax innan kristendomen blir statsreligion under Kejsar Konstantin. Då de intellektuella endast förmår språka samman på vulgärt latin, och inte som förr på vitter grekiska".